# ペリフェリア
ペリフェリア（フランス語: Périphéria）は、フランスとスイスに本拠地を持つ映画製作会社である。スイス在住のふたりの映画監督ジャン＝リュック・ゴダールとアンヌ＝マリー・ミエヴィルが設立、経営していることで知られる。

## 来歴・概要
1989年から『ゴダールの映画史』の長大な作業に取り組むべく、「JLGフィルム」社が同作以外の一切の製作業務を停止したことから、翌1990年、ゴダールとミエヴィルによって設立、運営が開始された。設立第一作はゴダール監督の『ヌーヴェルヴァーグ』である。主演にゴダール映画初登場のアラン・ドロン、プロデューサーに『勝手に逃げろ/人生』以来、ゴダールのスターキャスティング映画に欠かせないアラン・サルド、撮影監督には『勝手に逃げろ/人生』以来10年ぶりのウィリアム・リュプチャンスキー。つづいて翌1991年、『アルファヴィル』（1965年）以来26年ぶりにエディ・コンスタンティーヌを主演に迎え、ロベルト・ロッセリーニ監督の『ドイツ零年』（1948年）を更新する戯画としての『新ドイツ零年』をゴダールの新作として製作。本作には、ヴィム・ヴェンダースの初期作に欠かせないドイツ人俳優ハンス・ツィシュラーが助演するほか、映画監督のロマン・グーピルとともにプロダクション・マネージャーとしても参加しており、ゴダールの古くからの盟友アンドレ・S・ラバルトも出演している。
1992年、「ペリフェリア」社は、ドイツで活動するストローブ＝ユイレの新作『アンティゴネー』の共同製作に参加する。ジャン＝マリ・ストローブもダニエル・ユイレも、ゴダールとはヌーヴェルヴァーグ以前、パリでのシネフィル時代からの旧知である。ジャック・リヴェット監督の『王手飛車取り』（1956年）に助監督としてつきもしたストローブが1958年のアルジェリア戦争への徴兵忌避のため亡命して以来、ふたりのキャリアはドイツで築かれた。その一貫した共同演出のスタイルは、絶えず「ゴダール＝ミエヴィル」に刺激を与えつづけていたのだ。また、1995年には、『カイエ・デュ・シネマ』誌時代からのゴダールの旧知ジャン・ドゥーシェの教え子グザヴィエ・ボーヴォワ監督の第二作の共同製作に参加する。同作にはドゥーシェも『カイエ』元編集長のパスカル・ボニゼール監督も、ゴダールの『勝手にしやがれ』にも出演したジャン＝ルイ・リシャールも出演している。
図ってか図らずもか、ヌーヴェルヴァーグあるいはそれ以前のパリの記憶に満ちた人脈との映画を、1990年代前半の「ペリフェリア」社は製作した。サラエヴォでの政治情勢に傾倒していくゴダールが撮った、たった2分の短篇に『たたえられよ、サラエヴォ』（Je vous salue, Sarajevo, 1993年）と命名する背景には、もっともヌーヴェルヴァーグらしいプロデューサーであったラウール・レヴィの存在がある。『ヌーヴェルヴァーグ』に主演したアラン・ドロンは、みずから製作・主演の映画『ボルサリーノ』（1969年）を自殺したレヴィに捧げ、『新ドイツ零年』に主演したエディ・コンスタンティーヌはレヴィが監督業に乗り出した第一作『二人の殺し屋』（ Je vous salue, mafia !）に主演しているが、『Je vous salue, Sarajevo』は『Je vous salue, Marie』に続いてレヴィの遺した作品からタイトルを頂いたのである。
1990年代後半以降の「ペリフェリア」社は、ゴダール、ミエヴィルのソロ監督作、共同監督作を淡々とコンスタントに製作している。フランスとスイスの資本を利用しての合作を積極的に進め、アラン・サルド、ルース・ウォルドバーガーとの共同製作も軌道に乗っている。輪郭線、郊外などを意味する「ペリフェリア」の名にふさわしく、映画都市パリからもハリウッドからも遠く離れて、レマン湖畔の小村ロールに工房を構えるゴダール＝ミエヴィルの現在の映画製作のスタイルがこの会社にはある。

## フィルモグラフィー
監督クレジットのないものはゴダール監督作品、共同製作クレジットのないものは単独製作。
- 『ヌーヴェルヴァーグ』 Nouvelle vague (1990) 仏スイス合作、サラ・フィルム、カナル・プリュス、ヴェガ・フィルム，アンテーヌ2、テレヴィジョン・スイス＝ロマンド、CNC、アンヴェスティマージュの共同製作
- 『新ドイツ零年』 Allemagne 90 neuf zéro (1991) 仏独合作、アンテーヌ2、ブレインストーム・プロダクション、ゴーモンとの共同製作
- 『アンティゴネー』 Die Antigone des Sophokles nach der Hölderlinschen Übertragung für die Bühne bearbeitet von Brecht 1948 (Suhrkamp Verlag) (1992)　監督ジャン＝マリー・ストローブ/ダニエル・ユイレ　独仏合作、レジーナ・ツィグラー・フィルムプロデュクツィオン、ピエール・グリーズ・プロデュクション、HR、CNC、ストローブ＝ユイレ社との共同製作
- 『たたえられよ、サラエヴォ』 Je vous salue, Sarajevo ビデオ映画　(1993)
- 『ゴダールの決別』 Hélas pour moi (1993)　仏スイス合作、レ・フィルム・アラン・サルド、テレヴィジョン・スイス＝ロマンド、ヴェガ・フィルムとの共同製作
- 『フランス映画の2×50年』 Deux fois cinquante ans de cinéma français　1995年 監督アンヌ＝マリー・ミエヴィル　仏英スイス合作、BFI、ラ・セット＝ARTEとの共同製作（Peripheria Vega Film AG名義）
- N'oublie pas que tu vas mourir (1995)　監督グザヴィエ・ボーヴォワ　仏スイス合作、AFCL、ラ・セット・シネマ、ホワイ・ノット・プロデュクションとの共同製作
- 『フォー・エヴァー・モーツアルト』 For Ever Mozart (1996) 製作アラン・サルド、ルース・ウォルドバーガー　仏スイス合作、アッヴェントゥラ・フィルム、カナル・プリュス、ローヌ＝アルプ欧州映画センター、CNC、DFI、ユーリマージュ、フランス2、ローヌ＝アルプ・フィルム、テレヴィジョン・スイス＝ロマンド、ヴェガ・フィルムとの共同製作（Peripheria Vega Film AG名義）
- 『わたしたちはみんなまだここにいる』 Nous sommes tous encore ici　1997年 監督アンヌ＝マリー・ミエヴィル　仏スイス合作、レ・フィルム・デュ・ローザンジュ、ヴェガ・フィルム、レ・フィルム・アラン・サルド、カナル・プリュス、テレヴィジョン・スイス＝ロマンドとの共同製作
- 『そして愛に至る』 Après la réconciliation 2000年 共同監督アンヌ＝マリー・ミエヴィル　仏スイス合作、アッヴェントゥラ・フィルム、カナル・プリュス、CNC、DFI、フォンダシオン・ヴォードワーズ（ヴォー州基金）、テレヴィジョン・スイス＝ロマンド、ヴェガ・フィルムとの共同製作
- 『愛の世紀』 Éloge de l'amour 2001年　製作アラン・サルド、ルース・ウォルドバーガー　仏スイス合作、アッヴェントゥラ・フィルム、カナル・プリュス、レ・フィルム・アラン・サルド、テレヴィジョン・スイス＝ロマンド、ヴェガ・フィルム、ARTEフランス・シネマとの共同製作
- 『自由と祖国』 Liberté et patrie ビデオ映画　2002年　共同監督アンヌ＝マリー・ミエヴィル　スイスの映画、ヴェガ・フィルムとの共同製作
- 『アワー・ミュージック』 Notre musique 2004年 仏スイス合作、アッヴェントゥラ・フィルム、レ・フィルム・アラン・サルド、フランス3、カナル・プリュス、テレヴィジョン・スイス＝ロマンド、ヴェガ・フィルムとの共同製作